# Brucepattersonius albinasus
Brucepattersonius albinasus е вид гризач от семейство Хомякови (Cricetidae).

## Разпространение
Този вид е разпространен в Бразилия.